# Heathers (serie televisiva)
Heathers è una serie televisiva statunitense, creata da Jason Micallef e trasmessa dal 25 ottobre 2018 su Paramount Network.
La prima stagione, un reboot del film Schegge di follia del 1989 scritto da Daniel Waters, segue la studentessa liceale Veronica Sawyer (interpretata da Grace Victoria Cox) e il suo conflitto con una cricca composta da tre compagni di scuola chiamata "The Heather". La serie è stata pensata per essere un'antologia, con ogni stagione che si svolge in un contesto completamente diverso.
La serie era originariamente in sviluppo per TV Land, ma è stata spostata nella lista di lancio del 2018 per la sua rete gemella re-branded Paramount Network, con una première prevista per marzo 2018. A causa della sparatoria di massa alla Douglas High School la Paramount Network rinviò la prima visione a luglio 2018. Tuttavia, il 1º giugno 2018, la società madre della rete, Viacom, ha abbandonato il progetto Heathers a causa della continua preoccupazione per il suo contenuto. Mentre la serie non fu trasmessa in anteprima fu comunque venduta e trasmessa a livello internazionale.
Il 4 ottobre 2018 è stato annunciato che la serie sarebbe stata presentata in anteprima il 25 ottobre 2018 su Paramount Network nel corso di cinque notti. La serie è stata modificata per la messa in onda sulla rete, determinando numerosi tagli nonché la riduzione del numero di episodi da 10 a 9, con gli ultimi due episodi finali combinati in uno.

## Trama
Veronica Sawyer, diciassettenne, è amica degli Heathers, un gruppo di studenti molto popolari al Westerburg High, che dettano quotidianamente una specie di gerarchia sociale. Durante una festa, Veronica chiama Heather Chandler “grassa”. Il giorno dopo a scuola Heather Chandler promette di rovinare la vita sociale di Veronica. Più tardi Veronica incontra un nuovo studente, JD, che decide di aiutarla. La coppia s’introduce nella stanza di Heather Chandler e ha in programma di scattarle una foto in cui indossa un cappello nazista, per poi pubblicarla sui profili social di Heather. Prima che riescano a pubblicare la foto, Heather si sveglia. JD inganna Heather Chandler facendole inghiottire una pillola, che sembra ucciderla. Veronica e JD postano un falso messaggio di suicidio sui social media di Heather e fuggono dalla scena. La mattina dopo, il messaggio d’addio è diventato virale, e Heather, che non è morta, decide di sfruttare la sua nuova popolarità.

## Cast e personaggi

### Principali
- Veronica Sawyer, interpretata da Grace Victoria Cox, si autodefinisce una "persona buona" con una morale discutibile e fa parte della cricca più popolare del suo liceo. Maisie De Krassel interpreta la giovane Veronica in un ruolo ricorrente.
- Heather Chandler, interpretata da Melanie Field, è a capo della più famosa e potente cricca di Westerburg High nota come "The Heathers". Emma Shannon interpreta una giovane Heather in un'apparizione nell'episodio "Reindeer Games".
- Jason Dean "JD", interpretato da James Scully, è un nuovo studente al Westerburg High nonché l'interesse amoroso di Veronica, ha un notevole interesse per le gerarchie delle scuole superiori. Maverick Thompson interpreta un giovane JD nell'episodio pilota.
- Heather "Heath" Duke, interpretato da Brendan Scannell, è un membro di "The Heathers" che si identifica come genere-queer e che segretamente invidia il potere di Heather Chandler. Jack R. Lewis interpreta un giovane Heather in un'apparizione nell'episodio "Do I Look Like Mother Theresa?".
- Heather McNamara, interpretata da Jasmine Mathews, è una ragazza che ha una relazione con un membro maschile della facoltà adulta. Lei è il membro più ingenuo e timido di "The Heathers".

### Comprimari
- Dylen Lutz, interpretato da Jeremy Culhane, è un amabile perdente che viene bullato dalla maggior parte del corpo studentesco.
- Peter Dawson, interpretato da Jesse Leigh, è il presidente di classe della Westerburg High School. È un gossipparo e membro dei "Gay Nerd".
- Kyle, interpretato da Romel De Silva, è uno dei migliori amici di Peter ed è ossessionato da "The Heathers". È un membro dei "Gay Nerd".
- Maurice Dennis, interpretato da Drew Droege, è l'insegnante d'arte di Westerburg.
- Pauline Fleming, interpretata da Deanna Cheng, è il consigliere di orientamento di Westerburg.
- Seth, interpretato da Adwin Brown, è uno dei migliori amici di Peter a cui piace spettegolare ed è anche membro dei "Gay Nerd".
- Shelby Dunnstock, interpretata da Annalisa Cochrane, è una cheerleader ed è una delle amiche di Betty Finn che è costantemente vittima di bullismo da parte di "The Heathers".
- Brianna "Trailer" Parker, interpretata da Brett Cooper, è una studentessa povera di Westerburg High vittima di bullismo perché vive in una roulotte.
- Kurt Kelly, interpretato da Cameron Gellman, è il quarterback gay della squadra di football della Westerburg High School, che segretamente esce con Heather Duke.
- Mrs. Sawyer, interpretata da Mandy June Turpin, è la madre di Veronica.
- Annie, interpretata da Allyn Morse, è una studentessa di Westerburg.
- Lily, interpretata da Paige Weldon, è una studentessa di Westerburg.
- Betty Finn, interpretata da Nikki SooHoo, è l'amica d'infanzia di Veronica, che segretamente vuole essere altrettanto popolare come "The Heathers". Ella Gross ritrae una giovane Betty in un ruolo ricorrente.
- Gowan, interpretato da Kurt Fuller, è il preside della Westerburg High School.
- Mr. Sawyer, interpretato da Wallace Langham, è il padre di Veronica.
- Cox, interpretato da Travis Schuldt, è l'allenatore a Westerburg.
- Jade Duke, interpretata da Selma Blair, è la matrigna di Heather Duke, spogliarellista e fumatrice di sigarette al mentolo che sta aspettando la morte del marito di 82 anni.
- Big Bud Dean, interpretato da Jamie Kaler, è il padre di JD e proprietario di Big Bud Oil and Gas, una compagnia petrolifera e del gas.
- Martha Chandler, interpretata da Rebecca Wisocky, è madre di Heather Chandler ed ex attrice teatrale che non crede che sua figlia abbia talento.
- Mrs. Finn, interpretata da Karen Maruyama, è la madre di Betty.
- David Waters, interpretato da Matthew Rocheleau, è un insegnante di Westerburg che ha una relazione con Heather McNamara.
- Ram Sweeney, interpretato da Cayden Boyd, è il migliore amico di Kurt Kelly ed è membro della squadra di football della Westerburg High School.
- Driffany Tompkins, interpretata da Sophia Grosso, è una studentessa di Westerburg.
- Mr. Chandler, interpretato da Joel Spence, è il padre di Heather Chandler.
- Jesus Julie, interpretata da Christina Burdette, è una studentessa religiosa amica di Betty e Shelby.
- Mrs. Zaborowski, interpretata da Jen Zaborowski, è un insegnante di Westerburg.
- La madre di JD, interpretata da Shannen Doherty, si è suicidata quando JD era solo un bambino. Appare anche come Dr.Destiny durante un'allucinazione nell'episodio "Reindeer Games".
- Mrs. McNamara, interpretata da Lilli Birdsell, è la madre di Heather McNamara.
- Mr. McNamara, interpretato da Phil LaMarr, è il padre di Heather McNamara.
- Lizzy, interpretata da Birgundi Baker, è una nuova studentessa al Westerburg High, che è cresciuta nel sistema di affidamento ed è desiderosa di apprendere le vie di Heather Chandler.
- Mr. Finn, interpretato da Vic Chao, è il padre di Betty.
- Amita, interpretato da Salman Khan, è un'influencer.
- Teyna, interpretata da April Bowlby, è la fidanzata di Big Bud Dean.
- Lucy McCord, interpretata da Reece Caddell, è un'amica d'infanzia di Veronica e Betty, assassinata con una mazza da croquet.
- Lexi Anne, interpretata da Casey Wilson, è un'anchorman.
- James Kirkland interpreta il disc-jockey alla festa di Betty e al ballo di fine anno.

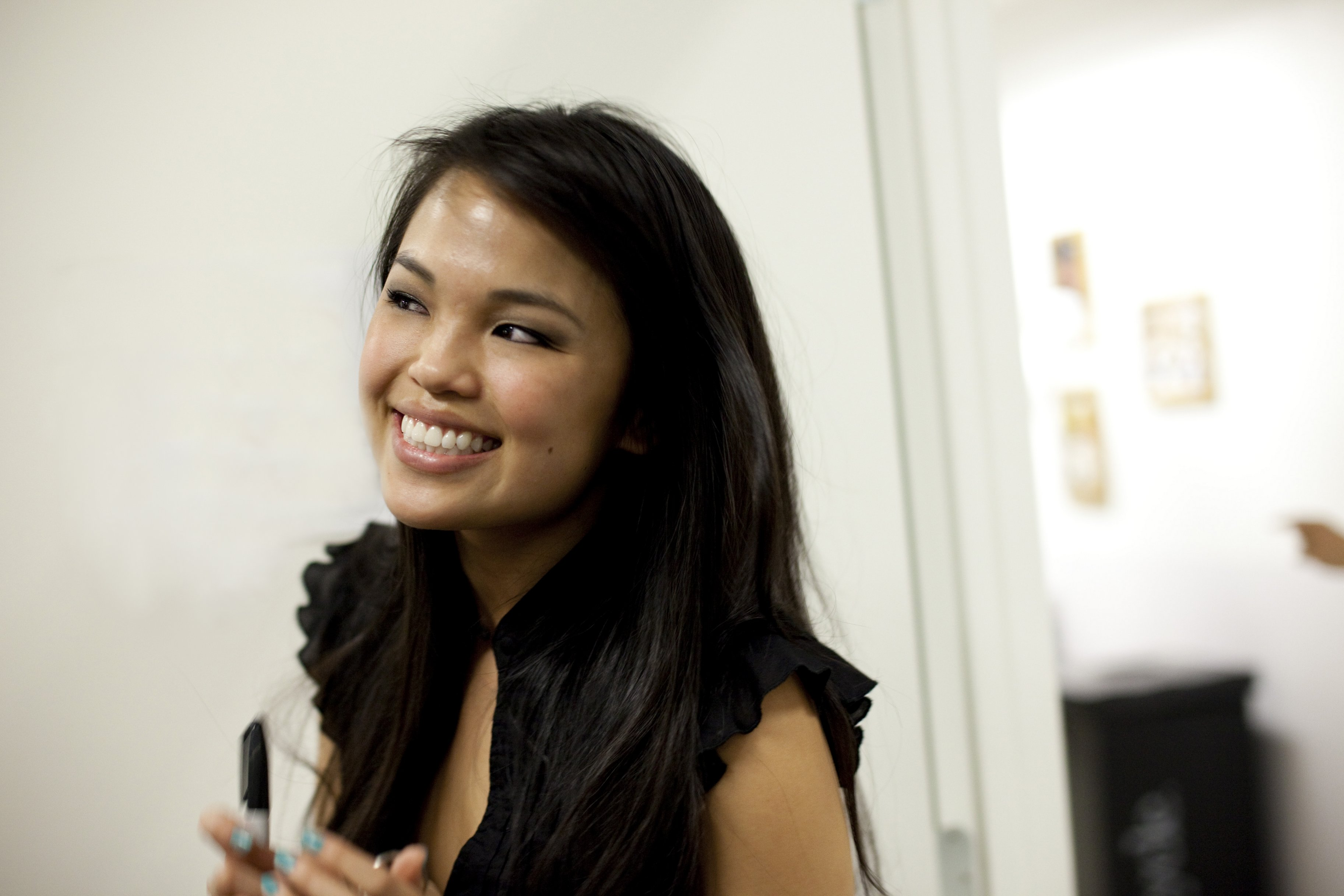
Nikki SooHoo interpreta Betty Finn
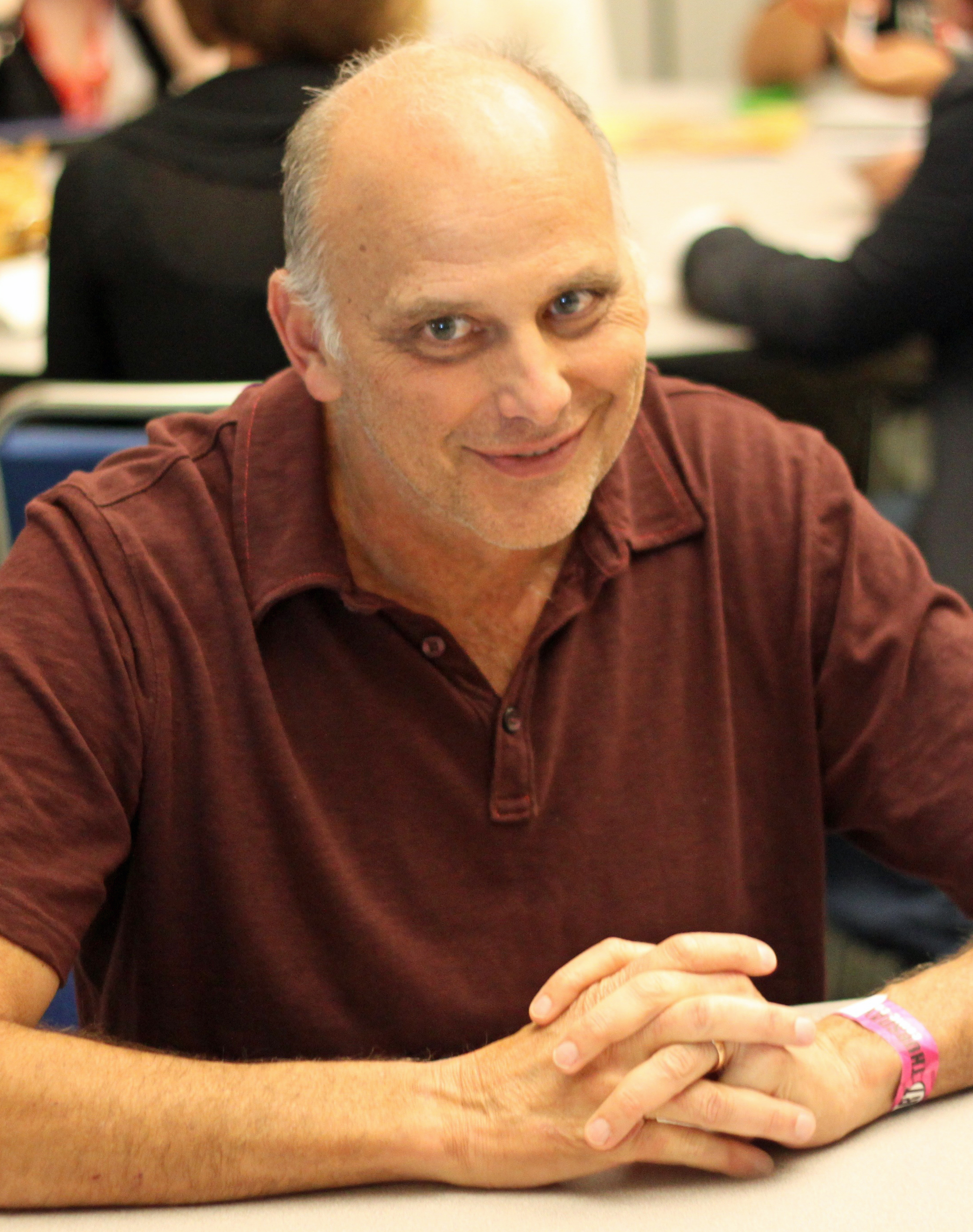
Kurt Fuller interpreta Gowan
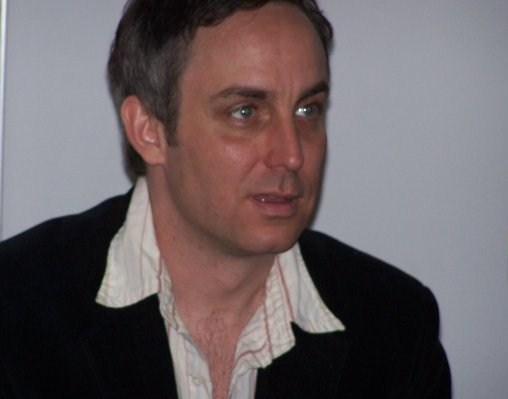
Wallace Langham interpreta Mr. Sawyer
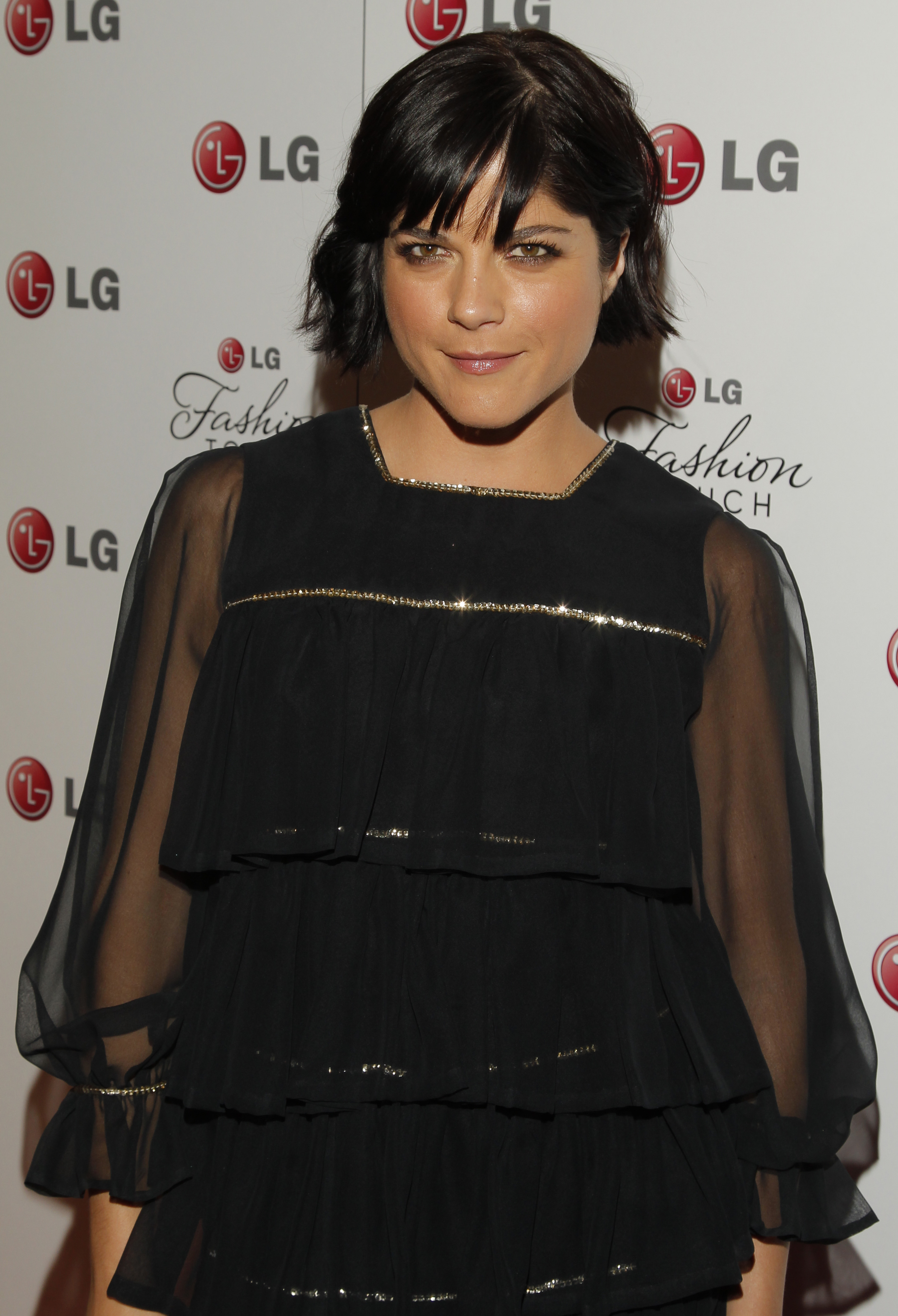
Selma Blair interpreta Jade Duke
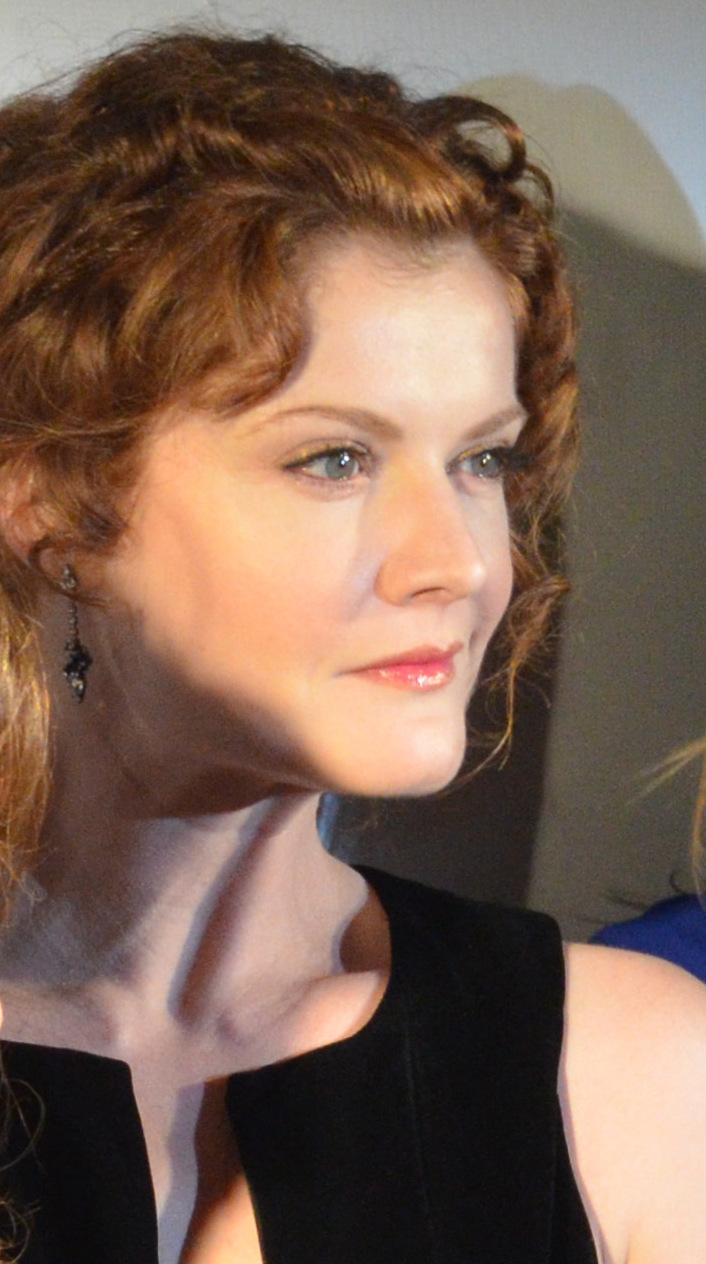
Rebecca Wisocky interpreta Martha Chandler
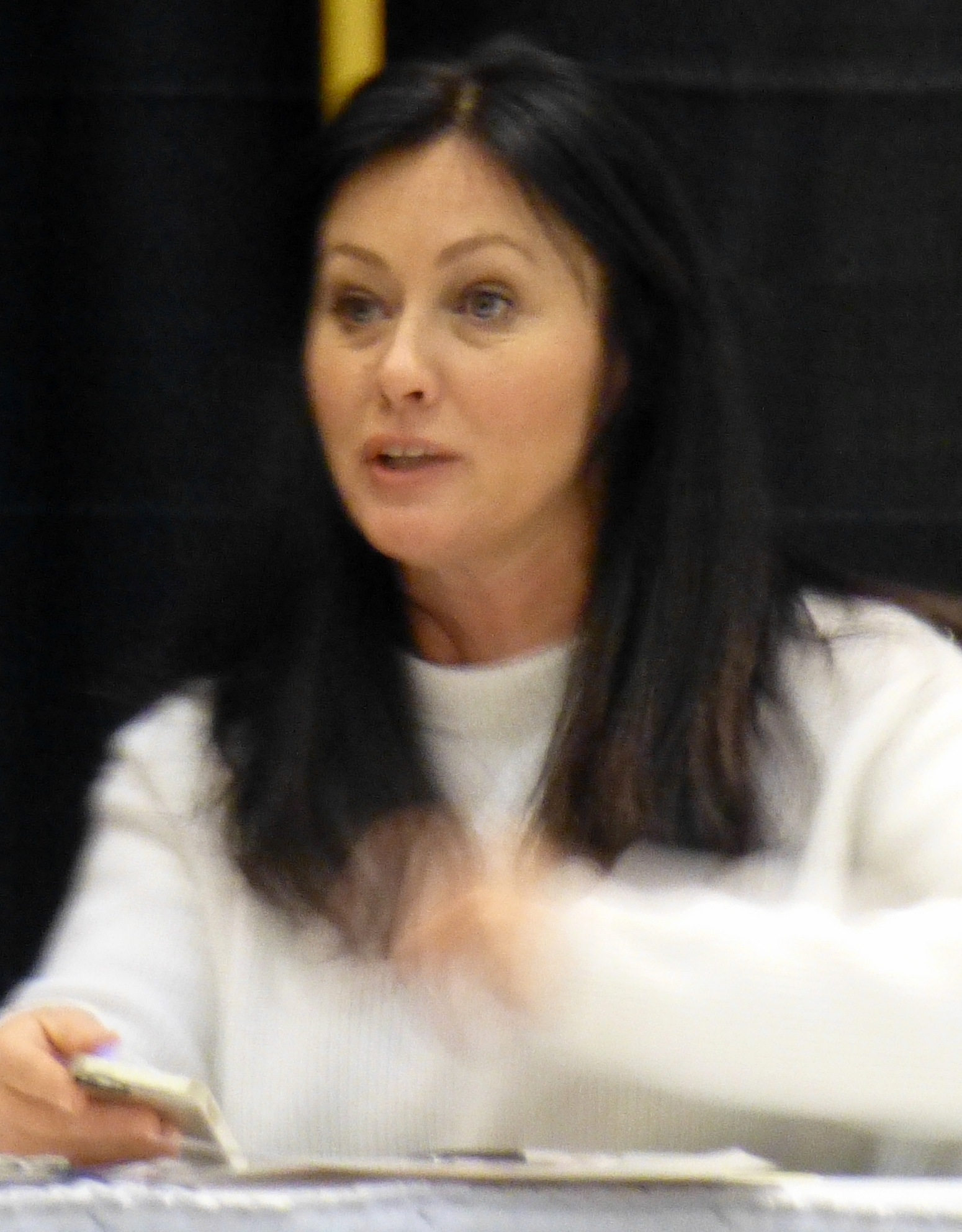
Shannen Doherty interpreta La madre di JD
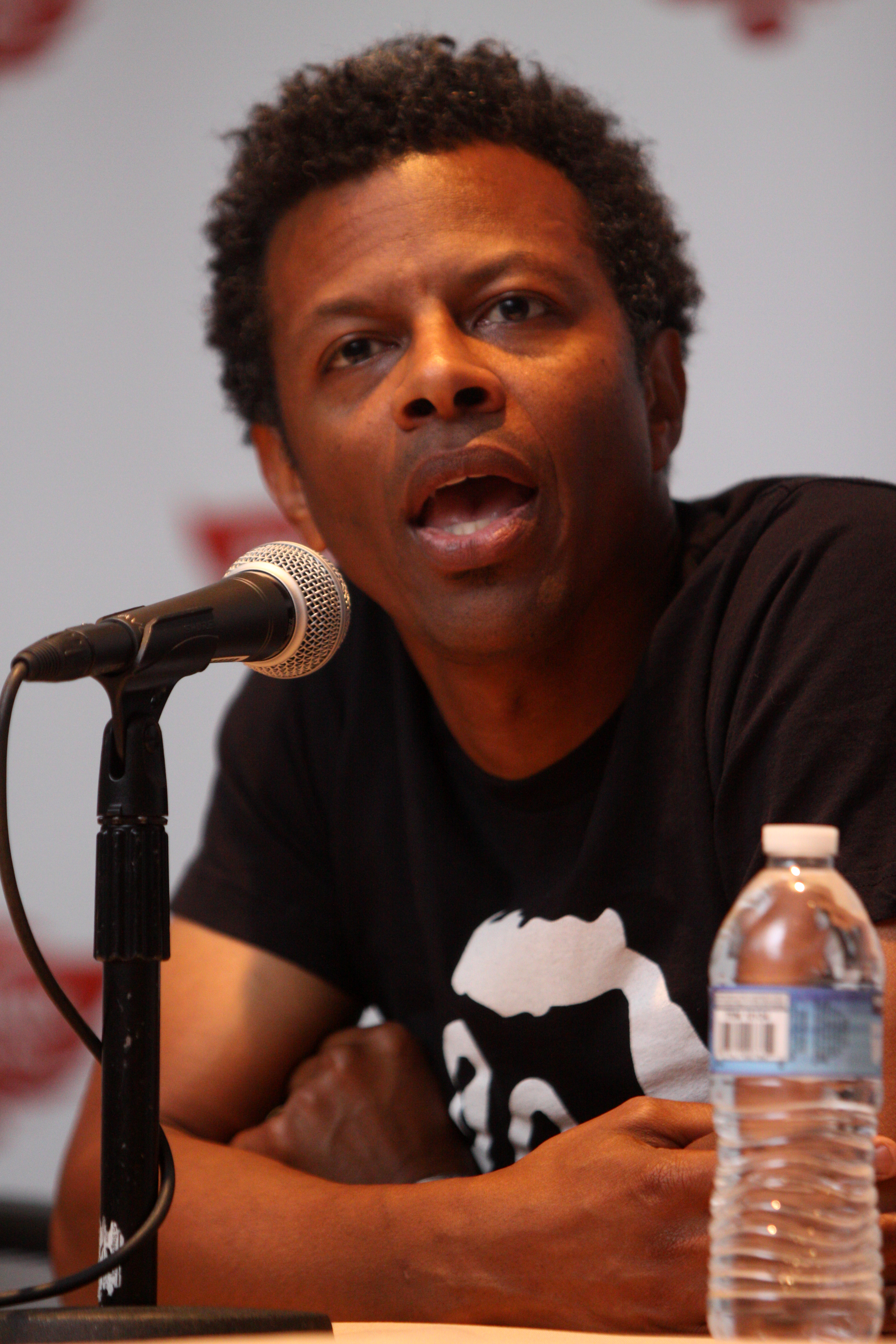
Phil LaMarr interpreta Mr. McNamara
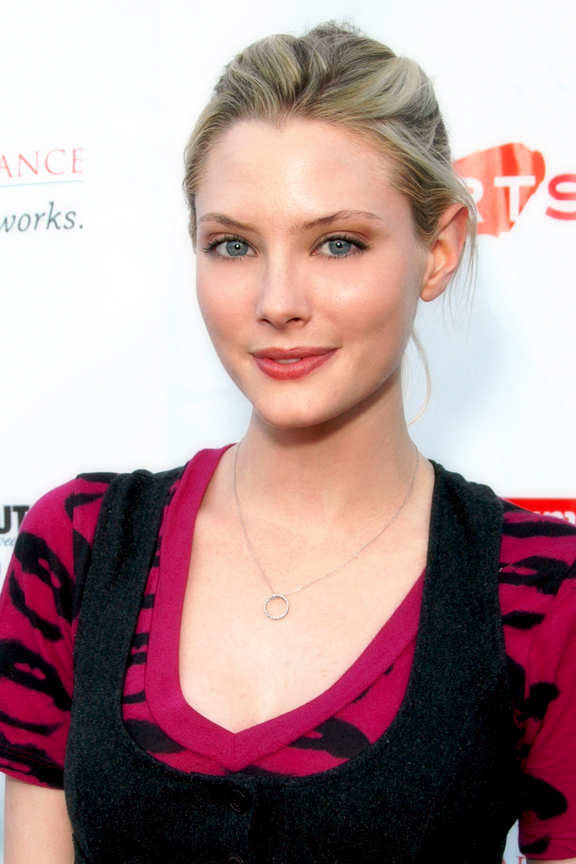
April Bowlby interpreta Teyna
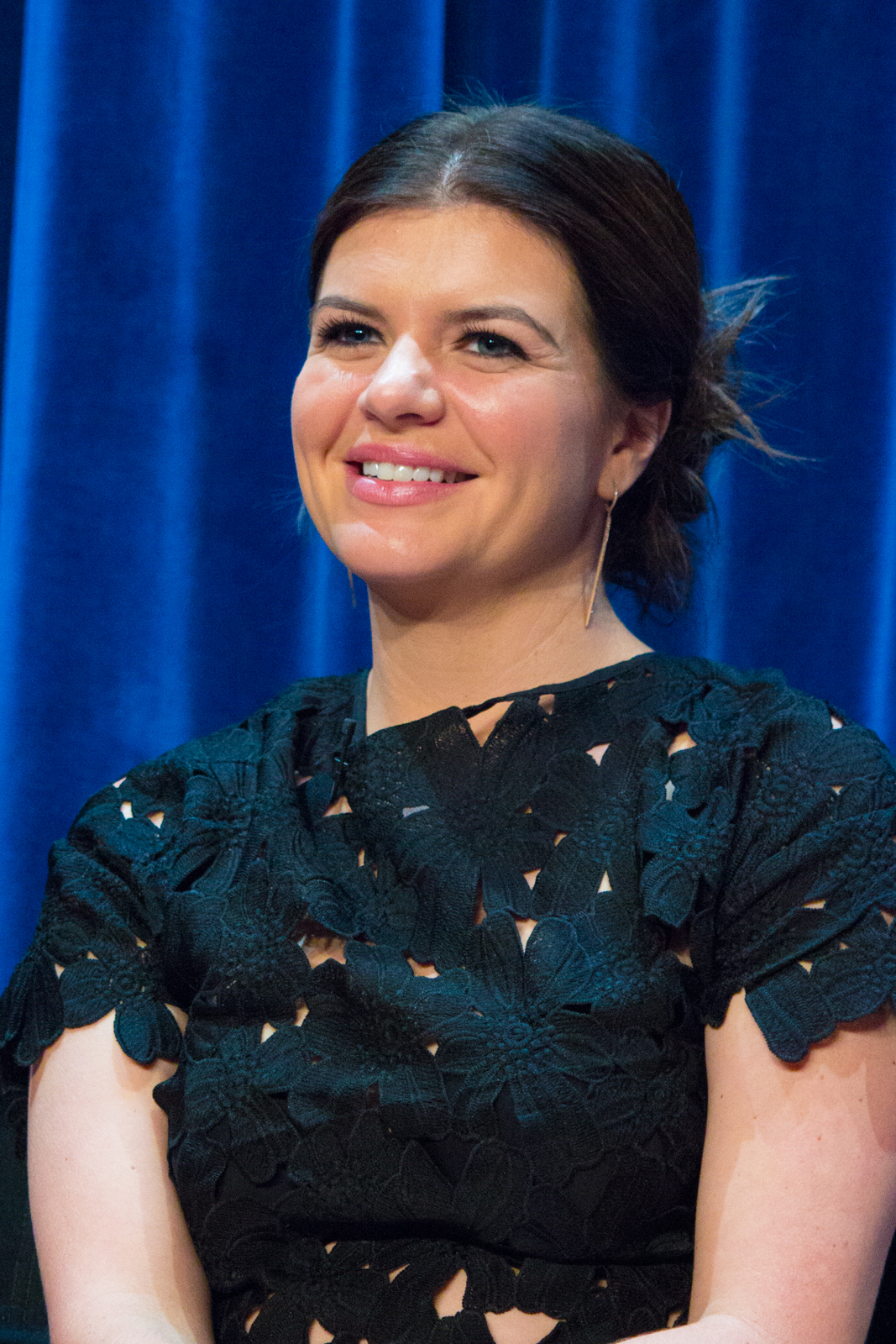
Casey Wilson interpreta Lexi Anne
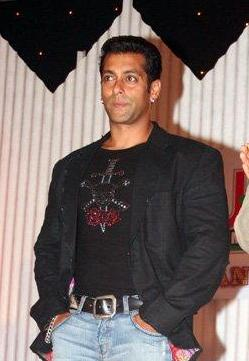
Salman Khan interpreta Amita

### Guest star
- Jacob, interpretato da Evan Crooks,  ("Pilot")
- Capitano Lehman, interpretato da Michael D. Roberts, ("Reindeer Games")
- Margie Kane, interpretata da Mo Gaffney, ("Call Us When the Shuttle Lands")
- Dathan, interpretato da Josh Fadem, ("I'm a No-Rust-Build-Up Man Myself")
- Mr. Kelly, interpretato da Larry Poindexter, ("I'm a No-Rust-Build-Up Man Myself")

## Episodi
| n° | Titolo originale                  | Titolo italiano | Prima TV USA    | Prima TV Italia |
| -- | --------------------------------- | --------------- | --------------- | --------------- |
| 1  | Pilot                             |                 | 25 ottobre 2018 |                 |
| 2  | She's Going to Cry                |                 | 25 ottobre 2018 |                 |
| 3  | Date Rapes and AIDS Jokes         | 26 ottobre 2018 |                 |                 |
| 4  | Our Love Is God                   | 26 ottobre 2018 |                 |                 |
| 5  | Reindeer Games                    | 27 ottobre 2018 |                 |                 |
| 6  | Hot Probs                         | 27 ottobre 2018 |                 |                 |
| 7  | Do I Look Like Mother Theresa?    | n/a             |                 |                 |
| 8  | Call Us When the Shuttle Lands    | n/a             |                 |                 |
| 9  | I'm a No-Rust-Build-Up Man Myself | 29 ottobre 2018 |                 |                 |
| 10 | Are We Going to Prom or Hell?     | n/a             |                 |                 |

## Produzione

### Sviluppo
Il 27 agosto 2009 la Sony Pictures Television annunciò che Heathers (Schegge di follia) sarebbe stato adattato per una serie televisiva da trasmettere sulla Fox.
Il 12 settembre 2012 fu annunciato che la rete televisiva Bravo avrebbe iniziato a sviluppare un revival di Heathers non correlato al precedente annuncio della Sony Pictures Television. La trama doveva risalire a vent'anni dopo gli eventi del film, quando Veronica torna a casa a Sherwood, Ohio, con la figlia adolescente, la quale avrebbe dovuto affrontare la prossima generazione di ragazze cattive, tutte chiamate "Ashley". Dovevano essere tutte le figlie dei due Heathers sopravvissuti. Tuttavia, nell'agosto 2013 Bravo disdette il progetto.
Il 13 gennaio 2017 TV Land ordinò una nuova versione della serie, descritta come un'antologia "dark comedy ambientata ai giorni nostri". La serie doveva essere scritta da Jason Micallef e Tom Rosenberg, con Gary Lucchesi in veste di produttore esecutivo per Lakeshore Entertainment.
Il 16 marzo 2017 fu riferito che la serie sarebbe passata alla Paramount Network (un rebranding pianificato della rete sorella di TV Land, Spike). Il 1º giugno 2018, tuttavia, fu annunciato che la Paramount Network avesse ritirato la serie a causa delle preoccupazioni sul suo contenuto in seguito alle recenti sparatorie nelle scuole negli Stati Uniti. Fu riferito che i produttori della serie avevano iniziato a vendere la serie ad altre emittenti e che la scrittura per una potenziale seconda stagione era vicina al completamento, che si sarebbe svolta in un contesto completamente differente rispetto alla prima stagione e al film originale. Il 16 luglio 2018 fu riferito che sia Netflix che Freeform avevano acquistato i diritti della serie. Il 4 ottobre 2018 è stato annunciato che Viacom e Paramount Network avevano invertito la loro decisione sulla serie e che, a seguito di varie modifiche e una riduzione del numero di episodi da 10 a 9, la serie sarebbe stata presentata in anteprima sulla propria rete via cavo il 25 ottobre 2018.

### Riprese
A novembre 2016 il pilota della serie fu girato a Los Angeles, in California. Le riprese per il resto della prima stagione si sono svolte principalmente dalla primavera all'autunno 2017 nell'area di Chatsworth a Los Angeles.
Le località utilizzate per le riprese includevano anche il Rancho San Antonio, utilizzato per ritrarre la Westerburg High School.

## Rilascio

### Marketing
Il 28 agosto 2017 la Paramount Network ha pubblicato un trailer teaser per la serie insieme a una serie di poster, ognuno raffigurante un personaggio diverso. Il 18 febbraio 2018 è stato rilasciato il primo trailer ufficiale della serie. A partire dal 12 febbraio 2018, sono stati pubblicati una serie di poster promozionali, ciascuno raffigurante un personaggio diverso.

### Distribuzione
Sebbene la Paramount Network avesse ritirato la serie, le società di produzione coinvolte nello spettacolo avevano già venduto i diritti di trasmissione internazionale della serie. La serie è andata in onda su HBO in numerosi altri paesi prima della prima visione americana.

## Accoglienza

### Critica
La serie ha ricevuto un'accoglienza negativa dalla critica basata sul rilascio degli episodi pilota forniti da Paramount Network. Sul sito di aggregazione di recensioni Rotten Tomatoes, la serie ha una valutazione di approvazione del 31% con un punteggio medio di 5,38 su 10 basato su 13 recensioni. Metacritic, che utilizza una media ponderata, ha assegnato alla serie un punteggio di 42 su 100 basato su 5 critici, indicando "recensioni miste o medie".
Daniel Fienberg di The Hollywood Reporter ha dato alla serie una recensione negativa definendo lo spettacolo "una pallida imitazione" del film del 1989, concludendo dicendo "Avere una tirannia nella scuola superiore associata a una banda di studenti che, in un'epoca diversa, sono stati emarginati, produce una sottocorrente oscura e quasi reazionaria in cui gli emarginati non sono vittime di bullismo, ma piuttosto stanno brandendo la politica dell'identità e la correttezza politica come armi". Leigh Monson di Birth.Movies.Death diede una valutazione negativa all'opera dicendo di aver visto nelle dinamiche dello spettacolo "un desiderio per i bei vecchi tempi in cui i non-bianchi e i queer conoscevano il loro posto". Monson ha concluso, "Heathers è un esercizio odioso e bigotto nella regressione che si nasconde dietro le sembianze della dark comedy, e posso solo sperare che non guadagni il pubblico Trumpiano che desidera così chiaramente." Samantha Allen di The Daily Beast ha cassato la serie dicendo: "Se credi che i bambini di questi giorni siano fragili "fiocchi di neve", che la correttezza politica sia esagerata e che le persone LGBT siano ora i veri bulli della società, questo nuovo Heathers è lo spettacolo per te. L'anteprima del classico cult reboot, ora in onda gratuitamente online, si svolge in un universo - chiaramente fittizio - in cui la squadra di calcio è oppressa e le vittime grasse, queer e nere del passato ora dominano la scuola con pugno di ferro. Lo spettacolo sembra come se fosse stato scritto per gli spettatori di Fox News che si arrabbiano con i pronomi di genere delle persone - il che è strano perché è chiaramente commercializzato per un pubblico giovane e progressista che potrebbe non ricordare l'originale". Il creatore della serie Jason Micallef ha risposto alla recensione di Allen su Twitter in un post, cancellato subito dopo, in cui criticava la sua recensione come una "stupida impressione" e affermava che il pubblico avrebbe dovuto considerare gli adulti della serie "idioti".

## Colonna sonora
In concomitanza con la prima americana della serie, Lakeshore Records ha rilasciato due colonne sonore per la serie. Il 12 ottobre 2018 Lakeshore ha distribuito "Heathers - Original Television Series Soundtrack" con canzoni della serie di vari artisti tra cui DJ Shadow, Poison e Peggy Lee. Il 19 ottobre 2018 Lakeshore ha distribuito "Heathers - Original Television Series Score" che contiene la partitura originale dello show composta da Chris Alan Lee.

### Heathers: Original Score by Chris Alan Lee

#### Tracce
Musiche di Chris Alan Lee.
1. Heather Chandler Is Looking for You
2. Viral Casualty
3. What the Queef Is This?
4. American Carousel of Tragedy
5. Dear Diary
6. Discount Hobgoblins
7. Heather Is Back
8. I Am Suicide
9. Jade Can You Not Smoke Your Whore Cigarettes
10. What's Your Damage?
11. You Always Had to Be Blue
12. Butcher's Bridge
13. You Have the Political Beliefs of a Dorm Room Poster
14. This Is Lizzy OMG U Never Buy Me Anything
15. Total Bootcut Jean
16. You're a Dinner Roll. A Side Salad
17. Heather? We're Okay. Right
18. It's Always Been Veronica
19. JD's Alibi
20. The Pent Up Rage of an Overachiever
21. Tag Is for Little Girls, Betty
22. Dentist Trip
23. Moby Dick
24. JD vs. Heather C
25. JD vs. Veronica
26. Kissing Betty
27. In the Clear for Now
28. Heather vs. Heather
29. She Needs a Mani not a Pedo
30. The Royal Murder
31. Heaven & Hell
32. Oops. 911
33. The Devil's Jizz
34. Human Red Flag
35. Coming for You
36. Lemmings Lament (featuring Melanie Field)
37. Heaven Is a Place on Earth (featuring Brendan Scannell, Melanie Field & Birgundi Baker)

### Heathers: A Paramount Network Original Series Soundtrack[26]

#### Tracce
1. Anna Dellaria – Coming for You – 0:19
2. Pink Martini – Que sera, sera – 4:05
3. DJ Shadow – Nobody Speak – 3:15
4. Wilson Phillips – Hold On – 4:23
5. The Meters – Hand Clapping Song (Josh Mobley Remix) – 1:27
6. Bury the Wren – I'm Happy – 3:35
7. Poison – Every Rose Has Its Thorn – 4:18
8. Princess Nokia – Tomboy – 3:36
9. Ladytron – Destroy Everything You Touch – 4:36
10. Tiffany – I Think We're Alone Now – 3:46
11. Santigold – GO! – 3:22
12. Peggy Lee – Is That All There Is? – 4:19

## Casi mediatici
La serie è stata accusata di mettere sullo schermo tutti i peggiori stereotipi che si possono trovare nell’ambiente delle scuole superiori americane nonché la necessità di appartenere a dei gruppi specifici altrimenti si è inesistenti: gay, etero, credente, anarchico, ricco o povero. Gruppi LGBT e non hanno protestato per il trattamento reazionario con cui sono stati caratterizzati i personaggi queer presenti nell'opera portando al grande rilievo dato alla tematica queer capovolgendo però la condizione delle persone LGBT che da minoranze perseguitate diventano cittadini privilegiati che dettano le regole della convivenza.